# After Bathing at Baxter’s
After Bathing at Baxter’s (рус. «После купания в Baxter’s», или «После купания у Бакстера») — третий студийный альбом американской психоделической рок-группы Jefferson Airplane, выпущенный 30 ноября 1967 году на лейбле RCA Records.

## Концепция
В отличие от альбома Surrealistic Pillow, вышедшего в том же году ранее, After Bathing at Baxter’s имеет более сильное психоделическое звучание и не содержит коммерческих поп-песен вроде «Somebody to Love», появлявшихся на втором альбоме и полностью составлявшими первый. Jefferson Airplane стали играть рок значительно тяжелее того, что играли ранее.
Альбом, разделенный на пять частей, включает в себя несколько экспериментальных композиций, таких, как девятиминутный инструментал «Spare Chaynge» и песня Грейс Слик «rejoyce», оммаж роману Джеймса Джойса «Улисс». Большинство песен альбома отражают интенсивное употребление группой наркотиков, в частности ЛСД. Обложка альбома была нарисована Роном Коббом, художником.

## Релиз
В год выхода альбом занял 17-е место хит-парада Billboard. Первый сингл, «The Ballad of You and Me and Pooneil», едва не вошёл в первые сорок синглов, оставшись на 42-м месте, тогда как второй релиз, «Watch Her Ride», занял 61-е место. Однако оба сингла оказались в списке сорока первых синглов по данным Cash Box. В следующем году группа выпустила ещё один успешный альбом, Crown of Creation.

## Список композиций
| №  | Название                                             | Автор(ы)                                    | Основной вокал                       | Длительность |
| -- | ---------------------------------------------------- | ------------------------------------------- | ------------------------------------ | ------------ |
| 1. | «The Ballad of You and Me and Pooneil»               | Пол Кэнтнер                                 | Пол Кэнтнер, Грейс Слик, Марти Балин | 4:29         |
| 2. | «A Small Package of Value Will Come to You, Shortly» | Спенсер Драйден, Гэри Блэкмен, Билл Томпсон | инструментал                         | 1:39         |
| 3. | «Young Girl Sunday Blues»                            | Марти Балин, Пол Кэнтнер                    | Марти Балин                          | 3:33         |

| №  | Название        | Автор(ы)    | Основной вокал                       | Длительность |
| -- | --------------- | ----------- | ------------------------------------ | ------------ |
| 4. | «Martha»        | Пол Кэнтнер | Пол Кэнтнер                          | 3:26         |
| 5. | «Wild Tyme (H)» | Пол Кэнтнер | Пол Кэнтнер, Грейс Слик, Марти Балин | 3:08         |

| №  | Название                      | Автор(ы)       | Основной вокал | Длительность |
| -- | ----------------------------- | -------------- | -------------- | ------------ |
| 6. | «The Last Wall of the Castle» | Йорма Кауконен | Йорма Кауконен | 2:40         |
| 7. | «Rejoyce»                     | Грейс Слик     | Грейс Слик     | 4:01         |

| №  | Название         | Автор(ы)                                     | Основной вокал | Длительность |
| -- | ---------------- | -------------------------------------------- | -------------- | ------------ |
| 8. | «Watch Her Ride» | Пол Кэнтнер                                  | Пол Кэнтнер    | 3:11         |
| 9. | «Spare Chaynge»  | Йорма Кауконен, Джек Кеседи, Спенсер Драйден | инструментал   | 9:12         |

| №   | Название                             | Автор(ы)    | Основной вокал                       | Длительность |
| --- | ------------------------------------ | ----------- | ------------------------------------ | ------------ |
| 10. | «Two Heads»                          | Грейс Слик  | Грейс Слик                           | 3:10         |
| 11. | «Won’t You Try / Saturday Afternoon» | Пол Кэнтнер | Пол Кэнтнер, Грейс Слик, Марти Балин | 5:09         |

| №   | Название                                                                           | Автор(ы)                 | Длительность |
| --- | ---------------------------------------------------------------------------------- | ------------------------ | ------------ |
| 12. | «The Ballad of You & Me & Pooneil» (длинная версия с Jefferson Airplane Loves You) | Пол Кэнтнер              | 11:04        |
| 13. | «Martha» (сингл-версия B-side RCA #9389)                                           | Пол Кэнтнер              | 3:26         |
| 14. | «Two Heads» (сингл-версия B-side RCA #9297)                                        | Грейс Слик               | 3:15         |
| 15. | «Things Are Better in the East» (демо-версия)                                      | Марти Балин              | 2:31         |
| 16. | «Young Girl Sunday Blues» (инструментальная версия; скрытый трек)                  | Марти Балин, Пол Кантнер | 3:59         |

## Участники записи
- Марти Балин — Ведущий вокал
- Грейс Слик — вокал, фортепиано, орган, блокфлейта
- Пол Кантнер — бэк-вокал, ритм-гитара
- Йорма Кауконен — соло-гитара, бэк-вокал, ситар
- Джек Кеседи[англ.] — бас-гитара, фуз-бас, ритм-гитара
- Спенсер Драйден[англ.] — ударные, перкуссия

Приглашённые участники
- Гэри Блэкмен — вокал
- Билл Томпсон — вокал

## Чарты
Альбом
| Год  | Чарт                 | Позиция |
| ---- | -------------------- | ------- |
| 1967 | Billboard Pop Albums | 17      |

Синглы
| Год  | Сингл                              | Чарт                  | Позиция |
| ---- | ---------------------------------- | --------------------- | ------- |
| 1967 | «The Ballad of You & Me & Pooneil» | Billboard Pop Singles | 42      |
| 1967 | «Two Heads»                        | Billboard Pop Singles | 124     |
| 1967 | «Watch Her Ride»                   | Billboard Pop Singles | 61      |